# ۱۵۳۶ (میلادی)
۱۵۳۶ (میلادی) هزار وپانصد و سی و ششمین سال تقویم میلادی است.

## رویدادها
ادامه درگیری های عثمانی و اروپا وجنگ سلطان سلیمان با وندیک در دریای مدیترانه

## زادگان
- ۱ ژانویه – آساکورا کاگه‌تاکه، سامورایی اهل ژاپن (د. ۱۵۷۵)
- ۶ مارس – سانتی دى تیتو، معمار و نقاش ایتالیایی (د. ۱۶۰۳)

## درگذشتگان
- ۱۹ مه - آن بولین همسر دوم هنری هشتم